# It Smells Like Frogs
It Smells Like Frogs è il sessantasettesimo album in studio del chitarrista statunitense Buckethead, pubblicato il 22 novembre 2013 dalla Hatboxghost Music.

## Descrizione
Trentottesimo disco appartenente alla serie "Buckethead Pikes", It Smells Like Frogs è il quinto album pubblicato dal chitarrista nel mese di novembre 2013. Prima di esso sono stati pubblicati Thank You Ohlinger's, The Pit (usciti entrambi il 2 novembre), Rise of the Blue Lotus, uscito una settimana più tardi, e Hollowed Out, uscito il 12 novembre
L'album contiene una traccia divisa in sei parti, intitolata Gold Dragon, e la title track.

## Tracce
Musiche di Buckethead.
1. Gold Dragon Part 1 – 3:49
2. Gold Dragon Part 2 – 3:37
3. Gold Dragon Part 3 – 3:27
4. Gold Dragon Part 4 – 4:38
5. Gold Dragon Part 5 – 3:42
6. Gold Dragon Part 6 – 5:18
7. It Smells Like Frogs – 6:37

## Formazione
- Buckethead – chitarra, basso, programmazione